# دافور بيتشينوفيتش
دافور بيتشينوفيتش مواليد 28 مارس 1971 في آلتنكيرشن، ألمانيا الغربية، هو لاعب كرة سلة كرواتي سابق. بدأ مسيرته الاحترافية في سنة 1991. اعتزل اللعب في 2008.

## المسيرة الاحترافية
لعب مع نادي سيبونا لكرة السلة من سنة 1991 إلى 1997، ثم لعب مع كارلوفاتش في موسم 1997–1998، ثم لعب مع نادي سيبونا لكرة السلة في موسم 1999–2000، ثم لعب مع نادي زادار لكرة السلة في موسم 2000–2001، ثم لعب مع نادي بودوشنوست لكرة السلة في سنة 2001، ثم لعب مع بالاكانسترو فاريزي في الدوري الإيطالي في سنة 2002.

## روابط خارجية
- دافور بيتشينوفيتش على موقع الاتحاد الدولي لكرة السلة (الإنجليزية)
- دافور بيتشينوفيتش على موقع الدوري الأوروبي لكرة السلة (الإنجليزية)
- دافور بيتشينوفيتش على موقع كرة السلة الأوروبية.كوم (الإنجليزية)
- دافور بيتشينوفيتش على موقع ريلجم (الإنجليزية)
- دافور بيتشينوفيتش على موقع بروبوليرز (الإنجليزية)
- دافور بيتشينوفيتش على موقع سبورتس رفرنس (الإنجليزية)